# Cleisostoma sumbavense
Cleisostoma sumbavense är en orkidéart som först beskrevs av Johannes Jacobus Smith, och fick sitt nu gällande namn av Leslie Andrew Garay. Cleisostoma sumbavense ingår i släktet Cleisostoma, och familjen orkidéer.
Artens utbredningsområde är Små Sundaöarna. Inga underarter finns listade i Catalogue of Life.